# Richard Huckle
Richard William Huckle, född 14 maj 1986 i Ashford, död 13 oktober 2019 i HM Prison Full Sutton, East Riding of Yorkshire, var en brittisk pedofil. Han dömdes 2016 för 71 fall av våldtäkt och sexuella övergrepp mot barn och utgör därmed en av de värsta pedofilerna i Storbritanniens historia. Den 33-årige Huckle knivmördades i fängelset 2019.